# 2023 Asaph
2023 Asaph è un asteroide della fascia principale. Scoperto nel 1952, presenta un'orbita caratterizzata da un semiasse maggiore pari a 2,8784726 UA e da un'eccentricità di 0,2793016, inclinata di 22,35097° rispetto all'eclittica.
Denominato in onore dell'astronomo statunitense Asaph Hall.